# Genesis II
Genesis II – drugi eksperymentalny nadmuchiwany moduł stacji kosmicznej zbudowany przez amerykańską firmę Bigelow Aerospace. Został wystrzelony 28 czerwca 2007 rakietą Dniepr z silosu startowego w pobliżu miasta Jasnyj w Rosji. Porusza się po orbicie o parametrach (2012): inklinacja 64,5°, perygeum 510 km, apogeum 587 km, czyli znacznie wyżej niż Międzynarodowa Stacja Kosmiczna ISS. Okres obiegu Ziemi wynosi 96 minut.
Wymiary modułu wynoszą:
- długość – 4,4 m
- średnica – 2,54 m
- pojemność użytkowa – 11,5 m³

Energii elektrycznej dostarcza 8 paneli baterii słonecznych.
Genesis II oraz wcześniej umieszczony na orbicie Genesis I są prototypami przyszłego modułu mieszkalnego BA 330. Ich wystrzelenie i obecność na orbicie służy za test rozwiązań, które znajdą zastosowanie w module BA 330.
Docelowo firma Bigelow Aerospace ma zamiar zbudować prywatną bazę orbitalną o nazwie CSS Skywalker, na bazie modułów BA 330.